# فرودگاه تروآ (ایالات متحده آمریکا)
فرودگاه تروآ  (به انگلیسی: Troy Airport) یک فرودگاه همگانی باربری است که یک باند فرود آسفالت دارد و طول باند آن ۱۰۸۸ متر است. این فرودگاه در کشور ایالات متحده آمریکا قرار دارد و در ارتفاع ۶۱۵ متری از سطح دریا واقع شده است.